# Bashir Babajanzadeh
Bashir Babajanzadeh (9 de agosto de 1989) es un luchador iraní de lucha grecorromana. Participó en los Juegos Olímpicos de Londres 2012 en la categoría de 120 kg, consiguiendo un séptimo puesto. Consiguió una medalla de bronce en campeonato mundial en 2011. Ganó una medalla de bronce en los Juegos Asiáticos de 2014. Doble medallista en campeonatos asiáticos, de oro en 2011. Conquistó una medalla de bronce en Juegos Mundiales Militares de 2015. Siete veces representó a su país en la Copa del Mundo, en el 2014 clasificándose en la primera posición. Vicecampeón Mundial de Juniores del año 2008.